# Švedi
Švedi so germanski narod, ki govori švedsko in živi pretežno na Švedskem (7,9 milijonov) in na Finskem (okoli 300.000), ter drugje v Skandinaviji, v ZDA (več kot 4 milijonov ljudi je švedskega porekla) in Kanadi. Okoli 90 % se jih je pokristjanilo v 11.–12. stoletju. V 16. stoletju so ustanovili Švedsko evangeličansko cerkev.